# 出津孝一
出津 孝一（いでつ こういち、1964年6月3日 - ）は、日本中央競馬会 (JRA) の栗東トレーニングセンター所属の元騎手。引退後調教助手となる。
当初は平地競走でも騎乗していたが、体重増加により障害競走専門騎手となった。引退当時JRA騎手では唯一の障害競走専門騎手となっていた。

## 来歴
馬事公苑第32期生（最終年）を卒業後、1984年3月栗東・服部正利厩舎所属騎手としてデビュー、同期騎手に中舘英二、坂本勝美、木幡初広、鹿戸雄一、谷中公一などがいる。同年3月11日初勝利を記録、また1年目より障害競走にも騎乗し、2年目となる1985年1月に障害初勝利を挙げている。
1年目に平地のみで18勝を挙げた出津は、2年目以降その平地騎乗数を減らす一方、障害での騎乗数を伸ばし始める。その後も双方の競走免許を所持していたが、1988年9月を最後に平地への騎乗機会はなくなりのちに平地免許を返上、障害専門騎手に転向となった。
転向後は毎年50-70回の騎乗を維持し障害競走の中心騎手として活躍を続け、1987年京都大障害（春）にてハクホウダンディに騎乗して重賞初勝利を達成。1997年にはポレールに騎乗し中山大障害（春）を制覇、この年の勝ち鞍は3勝にとどまるも優秀障害騎手賞を受賞する。
2000年9月障害振興の一環としてフランスのオートゥイユ競馬場にて障害戦騎乗（16頭中11着）も果たしている。
2004年には中山大障害をメルシータカオーで制し、この年の初勝利がJ・GI制覇となった。勝利騎手インタビューで「今年未勝利だったから（引退を）考えていた」「来年も何とかジョッキーを続けたいんですけどねえ」というコメントを残した。
出津はその後も現役を続けたが、このレースが最後の重賞勝利となり2010年10月31日付で騎手を引退、岩元市三厩舎で調教助手となった。同厩舎解散後の現在は杉山佳明厩舎に所属。なお息子の祐貴も調教助手となっており、千田輝彦厩舎に所属している。

## おもな騎乗馬
- イブキライダー（1987年 阪神障害ステークス〈秋〉）
- ハクホウダンディ（1987年 京都大障害〈春〉）
- シンホリスキー（1994年 中京障害ステークス〈春〉）
- ネーハイジャパン（1996年 東京障害特別〈秋〉、1997年 京都大障害〈春〉）
- ネーハイタフネス（1996年 京都大障害〈春〉）
- ポレール（1997年 中山大障害〈春〉）
- ファンドリロバリー（2000年 阪神スプリングジャンプ）
- ユーセイシュタイン（2001年 京都ジャンプステークス）
- メルシータカオー（2004年 中山グランドジャンプ2着、中山大障害）
- メルシーエイタイム（2005年 中山大障害2着）

## 騎乗成績
|       |            | 日付           | 競馬場・開催  | 競走名                   | 馬名             | 頭数 | 人気 | 着順 |
| ----- | ---------- | -------------- | ------------- | ------------------------ | ---------------- | ---- | ---- | ---- |
| 平 地 | 初騎乗     | 1984年3月3日   | 1回阪神3日7R  | 5歳上400万下             | シンナリティ     | 8頭  | -    | 8着  |
| 平 地 | 初勝利     | 1984年3月11日  | 1回阪神6日3R  | 4歳400万下               | シンセイカン     | -    | -    | 1着  |
| 平 地 | 重賞初騎乗 | 1984年11月18日 | 5回京都6日10R | マイルCS                 | リードアイリス   | 16頭 | 12   | 9着  |
| 平 地 | GI初騎乗   | 1984年11月18日 | 5回京都6日10R | マイルCS                 | リードアイリス   | 16頭 | 12   | 9着  |
| 障 害 | 初騎乗     | 1984年3月18日  | 1回阪神8日5R  | 障害未勝利               | シンテイアス     | 12頭 | -    | 10着 |
| 障 害 | 初勝利     | 1985年1月6日   | 1回京都2日4R  | 障害未勝利               | ホクテンプリンス | -    | -    | 1着  |
| 障 害 | 重賞初騎乗 | 1985年12月7日  | 5回阪神1日9R  | 阪神障害ステークス（秋） | クリノアラナス   | 10頭 | 3    | 中止 |
| 障 害 | 重賞初勝利 | 1987年5月9日   | 3回京都5日9R  | 京都大障害（春）         | ハクホウダンディ | 11頭 | 8    | 1着  |
| 障 害 | JGI初騎乗  | 1999年4月11日  | 3回中山6日10R | 中山グランドジャンプ     | フジノセイガイハ | 10頭 | 10   | 6着  |
| 障 害 | JGI初勝利  | 2004年12月25日 | 5回中山7日10R | 中山大障害               | メルシータカオー | 13頭 | 5    | 1着  |

| 年度   | 障害競走 | 障害競走 | 障害競走 | 障害競走 | 障害競走 | 障害競走 | 障害競走 | 平地競走               | 平地競走               | 平地競走               | 平地競走               | 平地競走               | 平地競走               | 平地競走               |
| 年度   | 1着      | 2着      | 3着      | 騎乗数   | 勝率     | 連対率   | 複勝率   | 1着                    | 2着                    | 3着                    | 騎乗数                 | 勝率                   | 連対率                 | 複勝率                 |
| ------ | -------- | -------- | -------- | -------- | -------- | -------- | -------- | ---------------------- | ---------------------- | ---------------------- | ---------------------- | ---------------------- | ---------------------- | ---------------------- |
| 1984年 | 0        | 1        | 1        | 13       | .000     | .077     | .154     | 18                     | 15                     | 13                     | 177                    | .102                   | .186                   | .260                   |
| 1985年 | 6        | 4        | 4        | 31       | .194     | .323     | .453     | 6                      | 9                      | 12                     | 124                    | .048                   | .121                   | .218                   |
| 1986年 | 5        | 7        | 3        | 39       | .128     | .308     | .385     | 4                      | 1                      | 0                      | 26                     | .154                   | .192                   | .192                   |
| 1987年 | 6        | 3        | 0        | 45       | .133     | .200     | .200     | -                      | -                      | -                      | -                      | -                      | -                      | -                      |
| 1988年 | 7        | 2        | 5        | 50       | .140     | .180     | .280     | 0                      | 0                      | 0                      | 20                     | .000                   | .000                   | .000                   |
| 1989年 | 7        | 12       | 10       | 54       | .130     | .352     | .537     | 1989年より平地免許返上 | 1989年より平地免許返上 | 1989年より平地免許返上 | 1989年より平地免許返上 | 1989年より平地免許返上 | 1989年より平地免許返上 | 1989年より平地免許返上 |
| 1990年 | 3        | 7        | 12       | 55       | .055     | .182     | .400     | 1989年より平地免許返上 | 1989年より平地免許返上 | 1989年より平地免許返上 | 1989年より平地免許返上 | 1989年より平地免許返上 | 1989年より平地免許返上 | 1989年より平地免許返上 |
| 1991年 | 7        | 5        | 7        | 61       | .115     | .197     | .311     | 1989年より平地免許返上 | 1989年より平地免許返上 | 1989年より平地免許返上 | 1989年より平地免許返上 | 1989年より平地免許返上 | 1989年より平地免許返上 | 1989年より平地免許返上 |
| 1992年 | 3        | 10       | 4        | 55       | .055     | .236     | .309     | 1989年より平地免許返上 | 1989年より平地免許返上 | 1989年より平地免許返上 | 1989年より平地免許返上 | 1989年より平地免許返上 | 1989年より平地免許返上 | 1989年より平地免許返上 |
| 1993年 | 8        | 9        | 8        | 55       | .145     | .309     | .455     | 1989年より平地免許返上 | 1989年より平地免許返上 | 1989年より平地免許返上 | 1989年より平地免許返上 | 1989年より平地免許返上 | 1989年より平地免許返上 | 1989年より平地免許返上 |
| 1994年 | 7        | 18       | 6        | 70       | .100     | .357     | .443     | 1989年より平地免許返上 | 1989年より平地免許返上 | 1989年より平地免許返上 | 1989年より平地免許返上 | 1989年より平地免許返上 | 1989年より平地免許返上 | 1989年より平地免許返上 |
| 1995年 | 6        | 5        | 9        | 56       | .107     | .196     | .357     | 1989年より平地免許返上 | 1989年より平地免許返上 | 1989年より平地免許返上 | 1989年より平地免許返上 | 1989年より平地免許返上 | 1989年より平地免許返上 | 1989年より平地免許返上 |
| 1996年 | 12       | 6        | 12       | 63       | .190     | .286     | .476     | 1989年より平地免許返上 | 1989年より平地免許返上 | 1989年より平地免許返上 | 1989年より平地免許返上 | 1989年より平地免許返上 | 1989年より平地免許返上 | 1989年より平地免許返上 |
| 1997年 | 3        | 5        | 4        | 58       | .052     | .138     | .207     | 1989年より平地免許返上 | 1989年より平地免許返上 | 1989年より平地免許返上 | 1989年より平地免許返上 | 1989年より平地免許返上 | 1989年より平地免許返上 | 1989年より平地免許返上 |
| 1998年 | 7        | 10       | 13       | 66       | .106     | .258     | .455     | 1989年より平地免許返上 | 1989年より平地免許返上 | 1989年より平地免許返上 | 1989年より平地免許返上 | 1989年より平地免許返上 | 1989年より平地免許返上 | 1989年より平地免許返上 |
| 1999年 | 5        | 8        | 6        | 72       | .069     | .181     | .264     | 1989年より平地免許返上 | 1989年より平地免許返上 | 1989年より平地免許返上 | 1989年より平地免許返上 | 1989年より平地免許返上 | 1989年より平地免許返上 | 1989年より平地免許返上 |
| 2000年 | 6        | 10       | 6        | 57       | .105     | .281     | .386     | 1989年より平地免許返上 | 1989年より平地免許返上 | 1989年より平地免許返上 | 1989年より平地免許返上 | 1989年より平地免許返上 | 1989年より平地免許返上 | 1989年より平地免許返上 |
| 2001年 | 6        | 4        | 6        | 62       | .097     | .161     | .258     | 1989年より平地免許返上 | 1989年より平地免許返上 | 1989年より平地免許返上 | 1989年より平地免許返上 | 1989年より平地免許返上 | 1989年より平地免許返上 | 1989年より平地免許返上 |
| 2002年 | 2        | 0        | 2        | 61       | .033     | .033     | .066     | 1989年より平地免許返上 | 1989年より平地免許返上 | 1989年より平地免許返上 | 1989年より平地免許返上 | 1989年より平地免許返上 | 1989年より平地免許返上 | 1989年より平地免許返上 |
| 2003年 | 7        | 3        | 9        | 70       | .100     | .143     | .271     | 1989年より平地免許返上 | 1989年より平地免許返上 | 1989年より平地免許返上 | 1989年より平地免許返上 | 1989年より平地免許返上 | 1989年より平地免許返上 | 1989年より平地免許返上 |
| 2004年 | 1        | 6        | 5        | 54       | .019     | .130     | .222     | 1989年より平地免許返上 | 1989年より平地免許返上 | 1989年より平地免許返上 | 1989年より平地免許返上 | 1989年より平地免許返上 | 1989年より平地免許返上 | 1989年より平地免許返上 |
| 2005年 | 4        | 5        | 3        | 47       | .085     | .191     | .255     | 1989年より平地免許返上 | 1989年より平地免許返上 | 1989年より平地免許返上 | 1989年より平地免許返上 | 1989年より平地免許返上 | 1989年より平地免許返上 | 1989年より平地免許返上 |
| 2006年 | 4        | 1        | 8        | 59       | .068     | .085     | .220     | 1989年より平地免許返上 | 1989年より平地免許返上 | 1989年より平地免許返上 | 1989年より平地免許返上 | 1989年より平地免許返上 | 1989年より平地免許返上 | 1989年より平地免許返上 |
| 2007年 | 9        | 6        | 1        | 51       | .176     | .294     | .314     | 1989年より平地免許返上 | 1989年より平地免許返上 | 1989年より平地免許返上 | 1989年より平地免許返上 | 1989年より平地免許返上 | 1989年より平地免許返上 | 1989年より平地免許返上 |
| 2008年 | 0        | 2        | 2        | 46       | .000     | .043     | .087     | 1989年より平地免許返上 | 1989年より平地免許返上 | 1989年より平地免許返上 | 1989年より平地免許返上 | 1989年より平地免許返上 | 1989年より平地免許返上 | 1989年より平地免許返上 |
| 2009年 | 3        | 5        | 6        | 46       | .065     | .174     | .304     | 1989年より平地免許返上 | 1989年より平地免許返上 | 1989年より平地免許返上 | 1989年より平地免許返上 | 1989年より平地免許返上 | 1989年より平地免許返上 | 1989年より平地免許返上 |
| 2010年 | 2        | 0        | 3        | 37       | .054     | .054     | .135     | 1989年より平地免許返上 | 1989年より平地免許返上 | 1989年より平地免許返上 | 1989年より平地免許返上 | 1989年より平地免許返上 | 1989年より平地免許返上 | 1989年より平地免許返上 |
| 通算   | 136      | 154      | 155      | 1433     | .095     | .202     | .311     | 28                     | 25                     | 25                     | 347                    | .081                   | .152                   | .224                   |